# Pallamano Trieste 2012-2013
Questa pagina raccoglie i dati riguardanti la Pallamano Trieste nelle competizioni ufficiali della stagione 2012-2013.

## Rosa

### Giocatori
| N° | Naz.                | Ruolo | Sportivo              | Anno | Alt. | Peso |
| -- | ------------------- | ----- | --------------------- | ---- | ---- | ---- |
| 1  | Italia (bandiera)   | P     | Matej Zaro            | 1990 | 183  |      |
| 12 | Croazia (bandiera)  | P     | Diego Modrusan        | 1980 | 196  |      |
| 16 | Italia (bandiera)   | P     | Thomas Postogna       | 1993 | 190  |      |
| 2  | Slovenia (bandiera) | T     | Andrej Cermelj        | 1985 |      |      |
| 3  | Italia (bandiera)   | C     | Jan Radojkovic        | 1989 | 183  |      |
| 4  | Italia (bandiera)   | C     | Michele Oveglia       | 1993 | 192  |      |
| 5  | Italia (bandiera)   | A     | Giacomo Campagnolo    | 1986 | 184  |      |
| 6  | Italia (bandiera)   | A     | Gianluca Dapiran      | 1994 |      |      |
| 7  | Italia (bandiera)   | A     | Marco Visentin        | 1982 | 191  |      |
| 8  | Slovenia (bandiera) | A     | Matej Kleva           | 1988 |      |      |
| 9  | Italia (bandiera)   | PV    | Alex Pernic           | 1992 | 190  |      |
| 10 | Italia (bandiera)   | T     | Kevin Anici           | 1993 | 185  |      |
| 11 | Slovenia (bandiera) | T     | Matej Nadoh           | 1981 | 186  |      |
| 13 | Italia (bandiera)   | T     | Massimiliano Di Nardo | 1992 | 193  |      |
| 14 | Italia (bandiera)   | A     | Andrea Carpanese      | 1982 | 181  |      |
| 15 | Italia (bandiera)   | A     | Marco Lo Duca         | 1971 | 182  |      |
| 18 | Italia (bandiera)   | A     | Matteo Leone          | 1988 | 181  |      |

### Staff
- Allenatore:  Marco Bozzola
- Allenatore in seconda:  Giorgio Oveglia
- Medico sociale:  Silvano Pastorelli
- Preparatore atletico:  Alexander Lapajne
- Massaggiatore:  Mario Ciac

## Risultati

### Serie A

#### Stagione Regolare

##### Girone d'andata
| Trieste 22 settembre 2012 | Trieste | 32 – 24 | Cassano Magnago |  |

| Bressanone 29 settembre 2012 | Brixen | 28 – 31 | Trieste |  |

| Trieste 6 ottobre 2012 | Trieste | 27 – 34 | Pressano |  |

| Ferrara 20 ottobre 2012 | Estense Ferrara | 32 – 29 | Trieste |  |

| Trieste 27 ottobre 2012 | Trieste | 27 – 34 | Bozen |  |

| Rovereto 10 novembre 2012 | Rovereto Vallagarina | 16 – 30 | Trieste |  |

| Trieste 17 novembre 2012 | Trieste | 28 – 25 | Mezzocorona |  |

| Merano 1 dicembre 2012 | Black Devils | 27 – 29 | Trieste |  |

| Trieste 8 dicembre 2012 | Trieste | 37 – 20 | Emmeti |  |

##### Girone di ritorno
| Cassano Magnago 15 dicembre 2012 | Cassano Magnago | 20 – 25 | Trieste |  |

| Trieste 19 gennaio 2013 | Trieste | 28 – 26 | Brixen |  |

| Lavis 26 gennaio 2013 | Pressano | 33 – 26 | Trieste |  |

| Trieste 9 febbraio 2013 | Trieste | 35 – 28 | Estense Ferrara |  |

| Bolzano 23 febbraio 2013 | Bozen | 41 – 29 | Trieste |  |

| Trieste 2 marzo 2013 | Trieste | 27 – 16 | Rovereto Vallagarina |  |

| Mezzocorona 9 marzo 2013 | Mezzocorona | 31 – 29 | Trieste |  |

| Trieste 23 marzo 2013 | Trieste | 28 – 20 | Black Devils |  |

| Mestrino 30 marzo 2013 | Emmeti | 22 – 37 | Trieste |  |

## Classifica
|  | Pos. | Squadra              | Pt | G  | V  | VR | PR | P  | GF  | GS  | DR   |
|  | ---- | -------------------- | -- | -- | -- | -- | -- | -- | --- | --- | ---- |
|  | 1.   | Bozen                | 53 | 18 | 17 | 1  | 0  | 0  | 624 | 453 | +173 |
|  | 2.   | Pressano             | 46 | 18 | 14 | 1  | 2  | 1  | 574 | 463 | +111 |
|  | 3.   | Trieste              | 36 | 18 | 12 | 0  | 0  | 6  | 534 | 477 | +57  |
|  | 4.   | Estense Ferrara      | 28 | 18 | 9  | 0  | 1  | 8  | 547 | 538 | +11  |
|  | 5.   | Brixen               | 27 | 18 | 7  | 3  | 0  | 8  | 537 | 517 | +20  |
|  | 6.   | Mezzocorona          | 25 | 18 | 7  | 1  | 2  | 8  | 507 | 522 | -15  |
|  | 7.   | Cassano Magnago      | 23 | 18 | 7  | 1  | 0  | 10 | 511 | 534 | -23  |
|  | 8.   | Black Devils         | 16 | 18 | 5  | 0  | 1  | 12 | 468 | 492 | -24  |
|  | 9.   | Rovereto Vallagarina | 10 | 18 | 3  | 0  | 1  | 14 | 416 | 534 | -118 |
|  | 10.  | Mestrino             | 6  | 18 | 2  | 0  | 0  | 16 | 413 | 601 | -188 |

Legenda:

      Qualificate ai play-off scudetto
      Retrocessa in serie A2 2013-2014

## Statistiche

### Individuali

#### Classifica marcatori
| N. | Giocatore        | Reti |
| -- | ---------------- | ---- |
| 11 | Matej Nadoh      | 75   |
| 7  | Kevin Anici      | 71   |
| 19 | Marco Visintin   | 63   |
| 4  | Michele Oveglia  | 39   |
| 3  | Jan Radojkovic   | 32   |
| 9  | Alex Pernic      | 27   |
| 2  | Mauro Martellini | 19   |
| 5  | Gianluca Dapiran | 19   |
| 14 | Andrea Carpanese | 16   |
| 18 | Matteo Leone     | 4    |
| 15 | Lorenzo Dovgan   | 1    |
| 1  | Maetj Zaro       | 1    |